# 여자 해머던지기 대한민국 기록 추이
여자 해머던지기 대한민국 기록 추이는 다음과 같다.
| # | 기록   | 차이    | 선수   | 소속     | 날짜         | 대회명                                              | 장소                  | 경기장               | 주석 및 기타 | 동영상 |
|   | 48m 12 |         | 장복심 | 목포대   | 2000. 05. 04 | 제29회 전국 종별 육상 경기 대회                     |                       |                      |              |        |
|   | 51m 68 |         | 장복심 | 목포대   | 2000. 08. 28 | 제13회 아시아 육상 경기 선수권 대회                 |                       |                      |              |        |
|   | 53m 13 |         | 장복심 | 목포대   | 2000. 10. 26 | 제55회 전국 남녀 대학 육상 경기 선수권 대회         |                       |                      |              |        |
|   | 54m 07 |         | 장복심 | 광영시청 | 2002. 05. 02 | 제56회 전국 육상 경기 선수권 대회                   |                       |                      |              |        |
|   | 54m 17 |         | 김승연 | 한국체대 | 2002. 05. 02 | 제31회 전국 종별 육상 경기 선수권 대회              |                       |                      |              |        |
|   | 54m 95 |         | 장복심 | 광영시청 | 2002. 06. 11 | 제56회 전국 육상 경기 선수권 대회                   |                       |                      |              |        |
|   | 54m 31 |         | 김승연 | 한국체대 | 2002. 06. 11 | 제56회 전국 육상 경기 선수권 대회                   |                       |                      |              |        |
|   | 54m 31 |         | 김승연 | 한국체대 | 2002. 06. 11 | 제56회 전국 육상 경기 선수권 대회                   |                       |                      |              |        |
|   | 54m 95 |         | 장복심 | 광영시청 | 2002. 06. 11 | 제56회 전국 육상 경기 선수권 대회                   |                       |                      |              |        |
|   | 56m 38 |         | 장복심 | 광영시청 | 2002. 06. 26 | 제14회 전국 실업단 대항 육상 경기 대회              |                       |                      |              |        |
|   | 56m 80 |         | 장복심 | 광영시청 | 2002. 10. 12 | 2002년 아시안 게임                                  |                       |                      |              |        |
|   | 57m 82 |         | 장복심 | 파주시청 | 2005. 06. 03 | 제59회 전국 육상 경기 선수권 대회                   | 대한민국              |                      |              |        |
|   | 57m 88 |         | 장복심 | 파주시청 | 2006. 04. 26 | 제35회 전국 종별 육상 경기 선수권 대회              | 대한민국              |                      |              |        |
|   | 57m 96 |         | 장복심 | 파주시청 | 2006. 08. 09 | 제18회 전국 실업단 대항 육상 경기 대회              | 대한민국              |                      |              |        |
|   | 58m 33 |         | 강나루 | 익산시청 | 2007. 05. 22 | 제11회 전국 실업 육상 경기 선수권 대회              | 대한민국              |                      |              |        |
|   | 58m 84 |         | 강나루 | 익산시청 | 2007. 06. 01 | 제61회 전국 육상 경기 선수권 대회                   | 대한민국              |                      |              |        |
|   | 59m 44 | +       | 강나루 | 익산시청 | 2007. 10. 03 | 2007 대구 국제 육상 경기 대회                       | 대한민국 대구         | 대구 스타디움        |              |        |
|   | 60m 58 | + 1.14m | 강나루 | 익산시청 | 2008. 02. 10 | 2008 뉴사우스웨일스 주 오픈, U18 및 AWD 선수권 대회 | 오스트레일리아 시드니 | 시드니 애슬렉틱 센터 | [ 1 ]        |        |
|   | 61m 50 | + 0.92m | 강나루 | 익산시청 | 2008. 06. 04 | 제62회 전국 육상 경기 선수권 대회                   | 대한민국 대구         | 대구 스타디움        |              |        |
|   | 63m 06 | + 1.56m | 강나루 | 익산시청 | 2009. 06. 04 | 제63회 전국 육상 경기 선수권 대회                   | 대한민국 대구         | 대구 스타디움        |              |        |
|   | 63.53m | + 0.47m | 강나루 | 익산시청 | 2009. 10. 20 | 제90회 전국 체육 대회                               | 대한민국 대전         | 한밭 종합 운동장     |              |        |
|   | 63m 80 | + 0.27m | 강나루 | 익산시청 | 2012. 05. 16 | 2012 대구 국제 육상 경기 대회                       | 대한민국 대구         | 대구 스타디움        |              |        |
|   | 64m 14 | + 0.34m | 김태희 | 익산시청 | 2023. 09. 29 | 2022년 아시안 게임                                  | 중국 항저우           | 항저우 올림픽 경기장 |              |        |

## 같이 보기
- 여자 해머던지기 세계 기록 추이
- 남자 해머던지기 대한민국 기록 추이
- 남자 해머던지기 세계 기록 추이